# Gebrüder Barasch

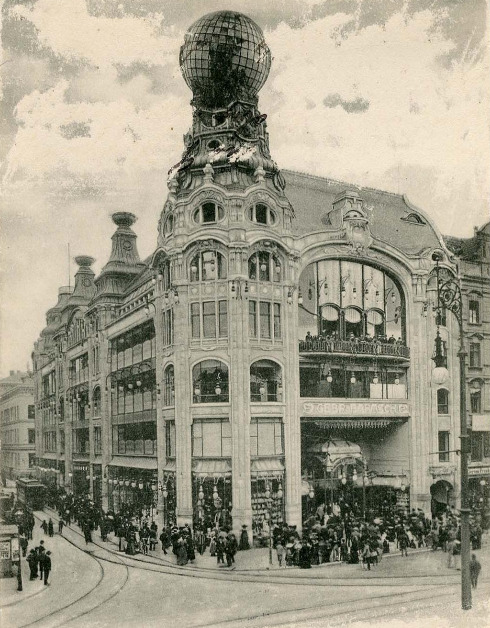
Kaufhaus in Breslau, 1905

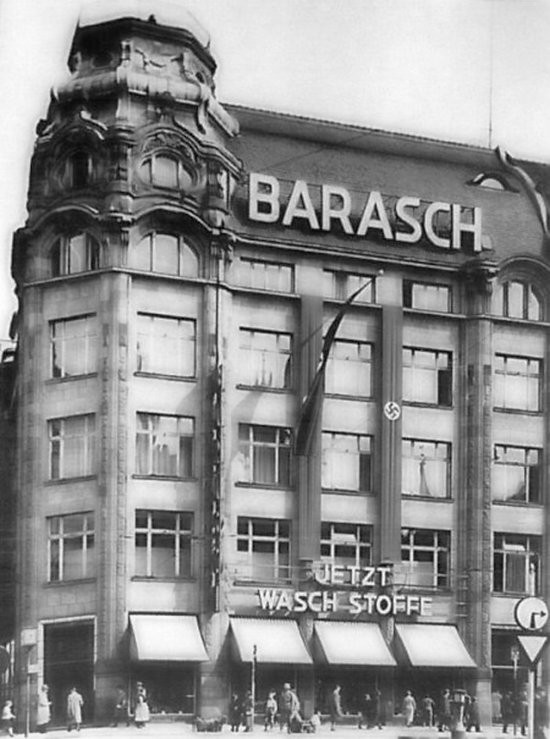
Kaufhaus Barasch in Breslau, 1932

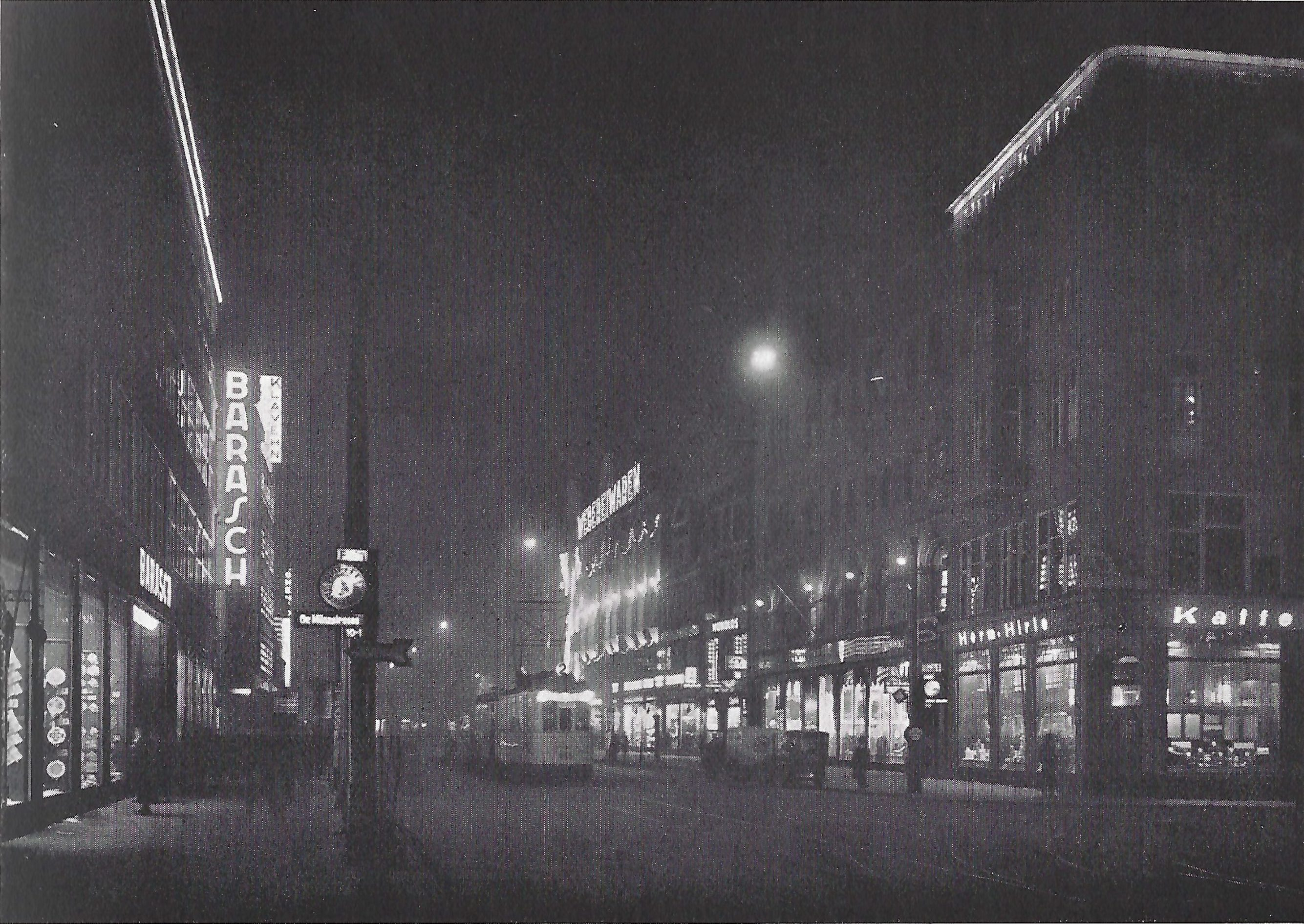
Lichtwerbung des Kaufhauses Barasch in Magdeburg auf dem Breiten Weg in den 1920er Jahren

Gebrüder Barasch war der Name einer deutschen Warenhauskette. Inhaber waren die beiden jüdischen Kaufleute Artur Barasch und Georg Barasch.

## Niederlassungen
Die Warenhäuser der Gebrüder Barasch befanden sich in Gleiwitz, in Kattowitz (1902 gegründet), in Breslau (1904 gegründet, 1936 „arisiert“), in Magdeburg am Breiten Weg 149, in Beuthen O/S., in Braunschweig und in Königsberg in Preußen. Ein Warenhaus in Neiße, das ebenfalls unter dem Namen „Gebrüder Barasch“ lief, ging in der Wirtschaftskrise 1913/14 in Konkurs. Inhaber dieses Warenhauses war Benno Robert. Auch in Jauer und Waldenburg wurden, wie in Neiße, als Reaktion auf die Warenhaussteuer-Gesetzgebung, Filialen errichtet.
Die Fassade des Magdeburger Warenhauses war mit expressionistischen Malereien von Oskar Fischer verziert. Das Bauwerk ist nicht erhalten geblieben.

## Marken
Die Gebrüder Barasch vertrieben unter anderem ein Schuhputzmittel mit dem Namen „Baratol“, unter dem heute eher der gleichnamige Sprengstoff bekannt ist.
Sie führten in ihren Warenhäusern in Breslau und in Königsberg auch ein „Photographisches Atelier Gebr. Barasch Breslau bzw. Königsberg i/Pr.“. Als Markenzeichen war auf der Rückseite der Bilder eine Art Säule, die mit dem Namen Barasch beschriftet war, zwischen zwei stilisierten Menschengestalten aufgedruckt.

## Biografisches

### Georg Barasch
Wahrscheinlich wurde Georg Barasch 1867 geboren. Seine Tochter Herta kam 1898 zur Welt, der Sohn Erich 1905. Beide Kinder wurden in Breslau geboren.
Ein Kaufmann namens Georg Barasch versuchte sich 1894 in Traunstein niederzulassen, was jedoch durch Anschläge mit antisemitischem Hintergrund verhindert wurde. Die Zeitschrift Der Israelit berichtete am 3. Dezember 1894: „Traunstein, 30. November (1894). Zu dem gemeldeten antisemitischen Attentat wird weiter berichtet: In Traunstein wohnt ein einziger israelitischer Kaufmann namens Georg Barasch (Josef Rieder Bazar Nachfolger). Vor einigen Monaten wurde ein Pulverattentat auf seine Wohnung verübt. Später folgte ein vereiteltes Attentat, das seinem Leben gegolten zu haben scheint. Das vorgestrige ist das dritte. Jedes Mal ging eine antisemitische Versammlung voraus. Das vorgestrige Attentat scheint mit Dynamit verübt worden zu sein. Der Rollladen der Eingangstüre zum Laden sowie die Türpfosten waren herausgerissen und lagen teils auf der etwa 18 Meter breiten Straße, teils hingen sie in den Bäumen des gegenüberliegenden Gartens. Ein Schaufenster war zertrümmert, ein Teil der Waren angesengt. Im anderen Schaufenster waren die Glaswaren durcheinander geworfen. Der Schaden beträgt etwa 600 Mark. Es ist, wie man uns mitteilt, die ausgesprochene Absicht der antisemitischen 'Helden', Herrn Barasch, welcher der einzige israelitische Kaufmann in Traunstein sein soll, aus der Stadt hinauszuekeln und die Antisemiten sind in ihrem verabscheuungswürdigen Treiben so brutal, dass angesehene Damen Herrn Barasch dringend baten, Niemandem zu sagen, dass sie seine Kunden seien. Männer, deren Frauen bei Barasch einkaufen, haben Drohbriefe bekommen! Der Kaufmann erhielt zahlreiche Sympathie-Kundgebungen. Heute Nacht hatte er auf eigene Kosten zwei Wächter aufgestellt.“
Der Zeit nach könnte dieser Georg Barasch mit dem späteren Warenhauskettenbetreiber identisch sein, der 1943 als Großvater in Quito starb. Georg Baraschs Ehefrau Betty und sein Sohn Erich befanden sich damals ebenfalls in Quito, Tochter Herta mit Ehemann Joachim Krotoschiner sowie den Töchtern Hanni und Lili lebte zu diesem Zeitpunkt am Broadway 2528 in New York City. Georg Barasch war möglicherweise über die Schweiz und Santiago De Cuba ausgewandert.

### Artur Barasch (1872–1942)
Die Schreibung des Vornamens des zweiten Barasch-Bruders schwankt, neben Artur findet sich oft auch die Form Arthur.
Artur Barasch wurde am 28. Januar 1872 in Steinau in Schlesien geboren. Er soll seine Karriere als „einfacher Lehrling mit Grundschulbildung angefangen“ haben. Er war Freimaurer, Mitglied des Schlesischen Automobil-Clubs, Inhaber des Eisernen Kreuzes und Kunstmäzen. Er veranstaltete im Breslauer Warenhaus auch Kunstausstellungen. Barasch war 1906 Vorsitzender des Breslauer Handlungsgehilfen-Verbandes und gehörte 1908 dem Vorstand des neu gegründeten „Vereins Breslauer Detaillisten“ an. Später gehörte er dem Gründungsausschuss der Augenklinik in Bad Liebenstein an und nahm in dieser Eigenschaft dem gewählten Schriftführer als „sehr gewandter Herr, der seine gesellschaftlichen Funktionen mindestens so gut versah wie ein Hofmarschall“ sämtliche Aufgaben ab. Vielleicht im Zusammenhang mit dieser Aktivität meldeten die Gebrüder Barasch 1914 auch eine Militärbrille mit auswechselbaren Gläsern als Patent an.
Laut Werner Barasch zog die Familie 1921 von Breslau nach Berlin um; Artur Baraschs Ehefrau Irene unterrichtete hier an der Staatlichen Hochschule für bildende Künste. In der Zeit des Nationalsozialismus konnte Artur Barasch nicht mehr rechtzeitig emigrieren. Er wurde ins KZ Auschwitz-Birkenau deportiert und dort am 6. November 1942 ermordet. Irene Barasch-Haas und die Kinder Else und Werner überlebten das Dritte Reich, da sie Deutschland noch rechtzeitig verlassen konnten. Else Barasch, 1917 in Breslau geboren, starb im Alter von 95 Jahren am 23. Oktober 2012 als Dr. Else Ross in Napa.
Ehrungen

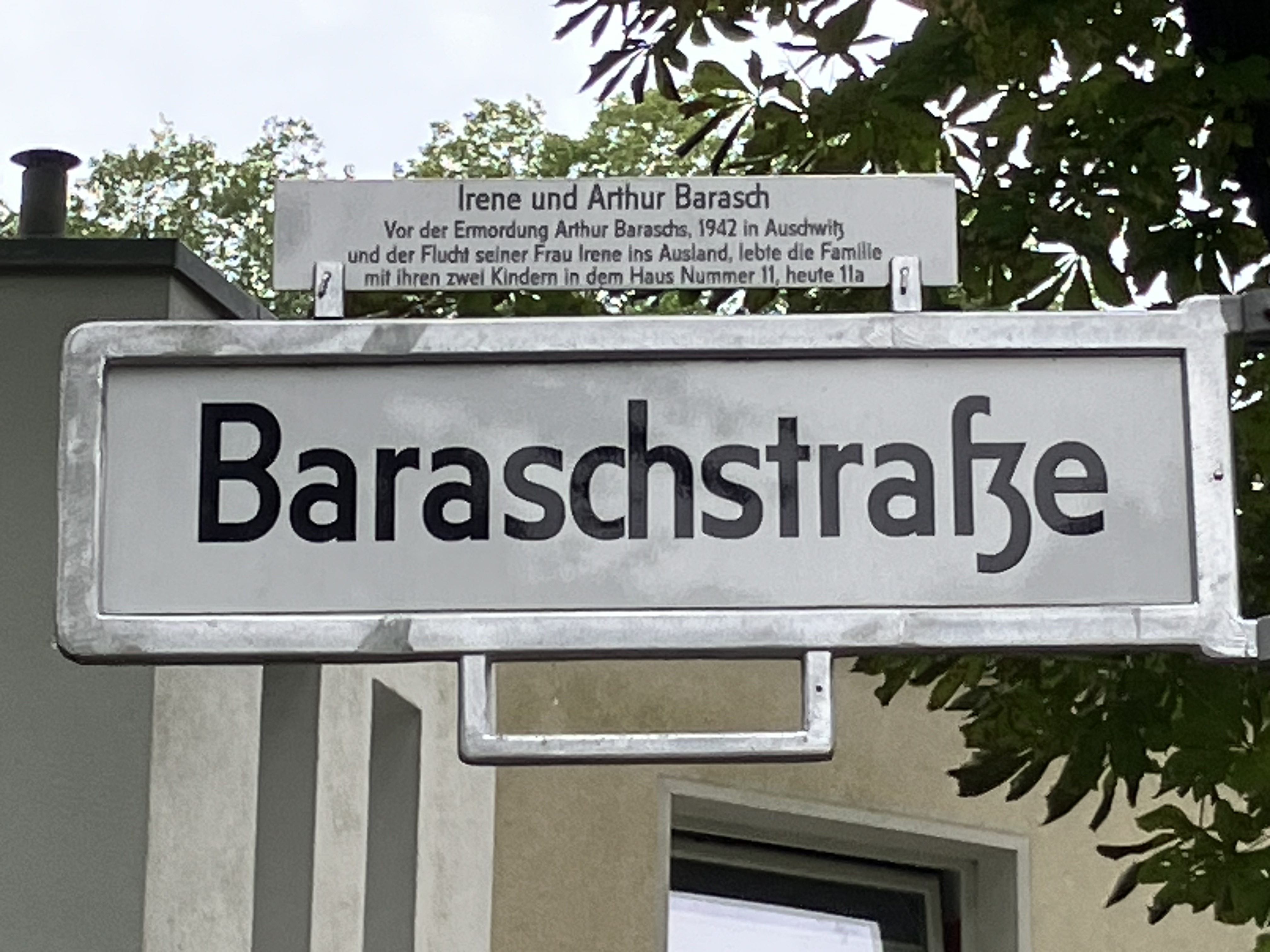
Straßenschild in Berlin-Grunewald

An seinem letzten Wohnort in der damaligen Wissmannstraße 11 in Berlin-Grunewald wurde ein Stolperstein für ihn verlegt. Am 27. Februar 2022 wurde die Wissmannstraße zu Ehren des Ehepaars Artur und Irene Barasch in Baraschstraße umbenannt.